# Шифоновий пиріг

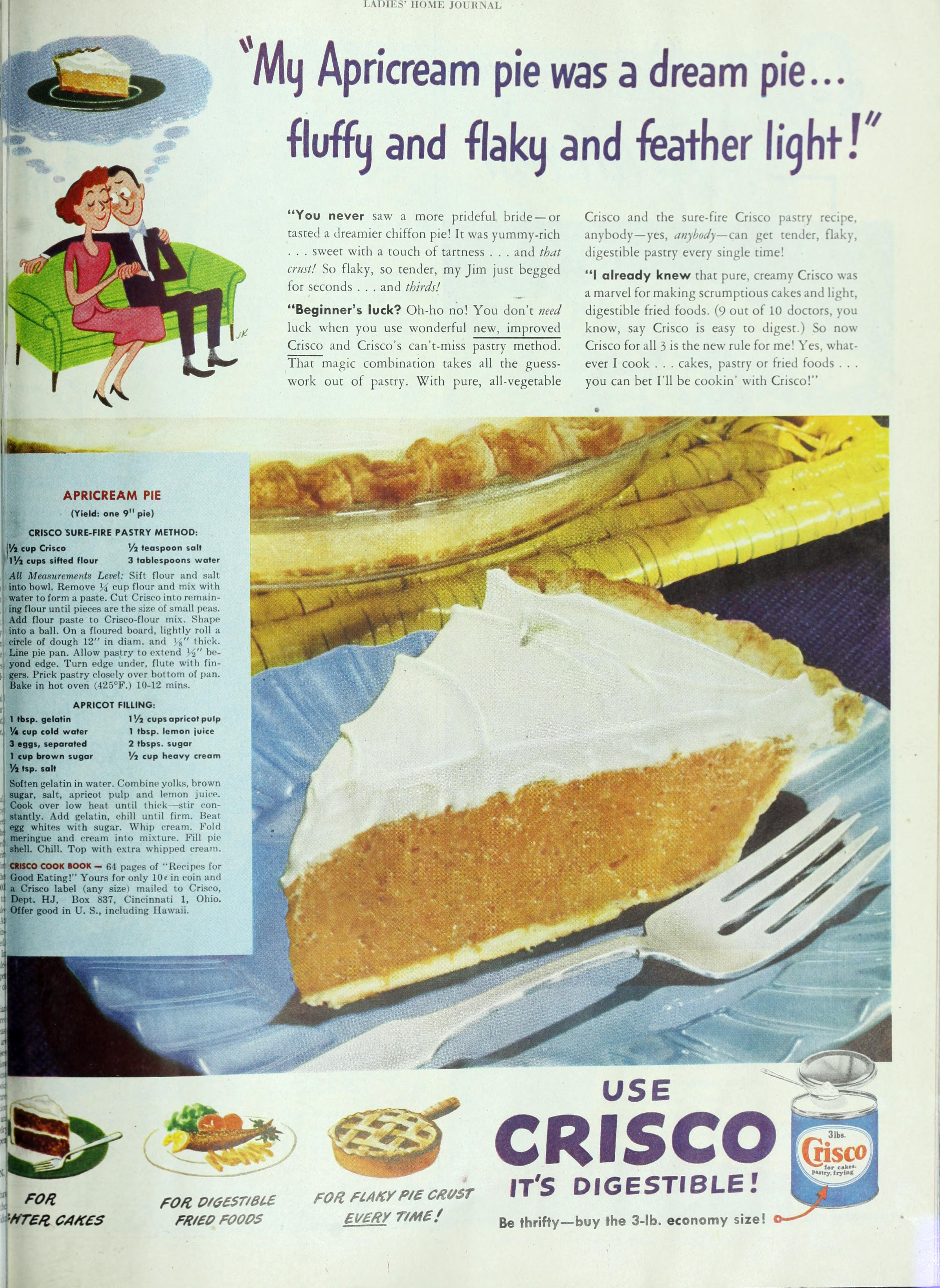
Лимонний шифоновий пиріг, що став відомим серед домогосподарок Америки, включений у Ladies' Home Journal

Шифоновий пиріг — є різновидом пирога, що складається з особливої пухирчастої начинки зі скоринкою. Начинка зазвичай виготовляється шляхом згортання меренги в суміш, що нагадує фруктовий крем, який був загущений желатином для забезпечення легкої, повітряної текстури; таким чином він відрізняється від кремового пирога чи пирога з мусом, які досягають цього шляхом додавання збитих вершків замість меренги. Потім цю начинку кладуть до попередньо випеченого тіста та охолоджують. Цю ж техніку можна використовувати із консервованим гарбузом для приготування гарбузового шифонового пирога.
Приготування шифонового пирога може бути спрощене, за допомогою желатинової суміші і штучного замінника збитих вершків.

## Походження
Шифоновий пиріг був винайдений в Лос-Анджелесі у 1926 році Монро Бостон Штраузом, який був відомий як Король Пирогів. Початковий рецепт передбачав збитий яєчний білок, змішаний в рідину, згущену кукурудзяним крохмалем. Штраус був незадоволений вже існуючими кремовими пирогами, і в дитинстві ненавидів пудинги з кукурудзяним крохмалем. Штраус стверджував, що порівняла його з шифоном його матір, коли його вперше побачила.
Пиріг став настільки відомим, що Штраус проподорожував 30,000 миль на рік, навчаючи техніці готелів і ресторанів.